# Laetitia (voornaam)
Laetitia is een meisjesnaam. De naam komt van het Latijnse woord laetitia dat "vreugde" betekent.

## Bekende naamdraagsters
- Laetitia Ramolino, de moeder van Napoleon Bonaparte
- Laetitia Casta, Frans fotomodel en actrice
- Laetitia Delhez, Belgisch meisje dat ontvoerd werd door Marc Dutroux
- Laetitia Gerards, Nederlandse operazangeres
- Laetitia Griffith, Nederlandse politica
- Laetitia van Krieken, Nederlandse toetseniste
- Laetitia Maria van België, Belgische prinses